# Olympische Sommerspiele 1964/Leichtathletik – Marathon (Männer)
Der Marathonlauf der Männer bei den Olympischen Spielen 1964 in Tokio wurde am 21. Oktober 1964 ausgetragen. Start und Ziel war das Olympiastadion Tokio. Es nahmen 68 Athleten teil, von denen 58 das Ziel erreichten.
Olympiasieger wurde der Äthiopier Abebe Bikila. Er gewann vor dem Briten Basil Heatley und dem Japaner Kōkichi Tsuburaya.
Drei Deutsche und zwei Schweizer gingen an den Start, während Läufer aus Österreich und Liechtenstein nicht teilnahmen. Deutschland wurde durch Heinrich Hagen (Platz 24), Gerhard Hönicke (Platz 38) und Manfred Naumann (Platz 39) repräsentiert. Für die Schweiz starteten Guido Vögele (Platz 32) und Oskar Leupi (Platz 41).

## Rekorde/Bestleistungen
Offizielle Rekorde wurden damals in dieser Disziplin außer bei Meisterschaften und Olympischen Spielen aufgrund der unterschiedlichen Streckenbeschaffenheiten nicht geführt.

### Bestehende Rekorde/Bestleistungen

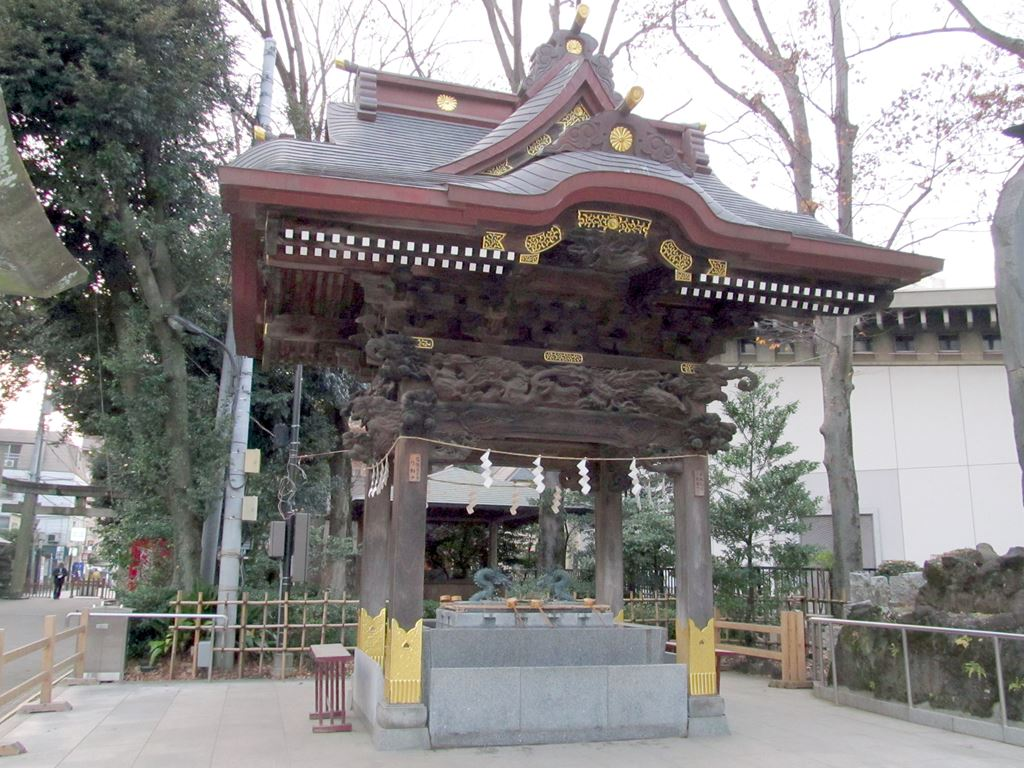
Der Oguni Tamashii-Schrein im Stadtteil Fuchū

| Weltbestleistung   | Basil Heatley ( Großbritannien) | 2:13:55 h   | London, Großbritannien | 13. Juni 1964      |
| Olympischer Rekord | Abebe Bikila ( Äthiopien)       | 2:15:16,2 h | OS Rom, Italien        | 10. September 1960 |

### Verbesserung von Rekorden und Bestleistungen
Der äthiopische Olympiasieger Abebe Bikila steigerte seinen eigenen olympischen Rekord um 3:05 min auf 2:12:11,2 h. Gleichzeitig verbesserte er die bestehende Weltbestleistung um 1:43,8 min.

## Streckenführung
Startpunkt war das Olympiastadion. Nach zwei Runden verlief die Strecke aus dem Stadion heraus in nordwestlicher Richtung in den Bezirk Shinjuku. Auf dem Metropolitan Expressway ging es dann Richtung Westen durch die Ortsteile Hatagaya, Sasazuka, Izumi, Karasuyama und Shinkawa. Anschließend führte die Route in die Stadt Chōfu. In Fuchū lag der Wendepunkt, es ging auf dem gleichen Weg wieder zum Stadion zurück, wo das Ziel lag.

## Endergebnis und Rennverlauf

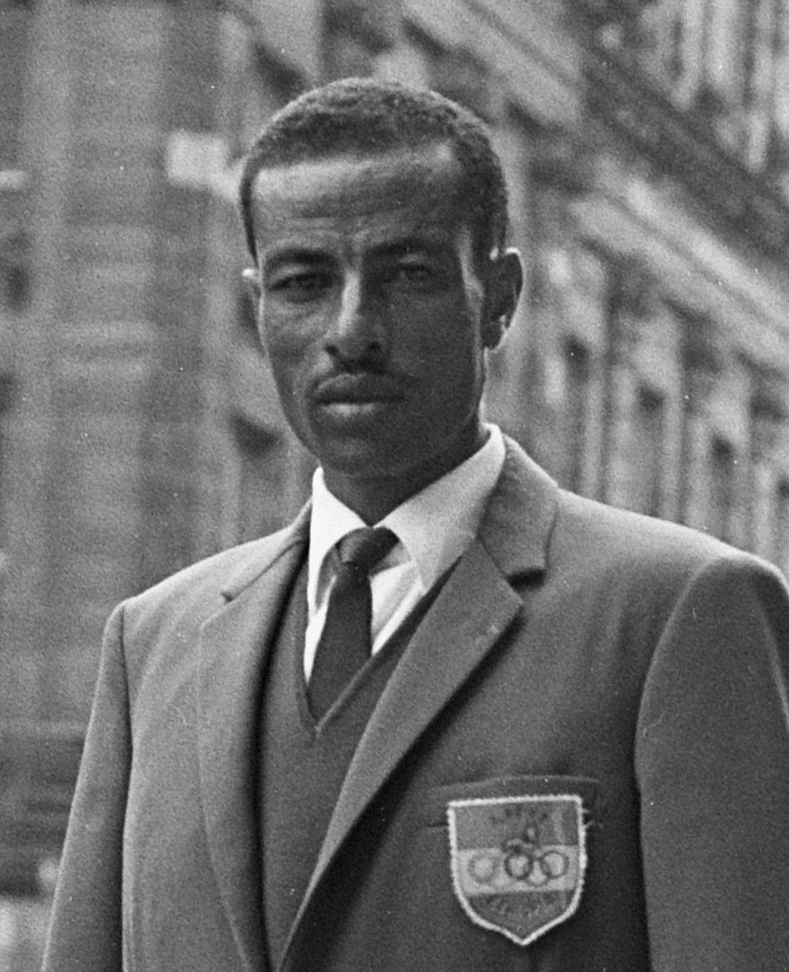
Abebe Bikila (Foto: 1968) – erster Marathonläufer, der seinen Olympiasieg wiederholen konnte

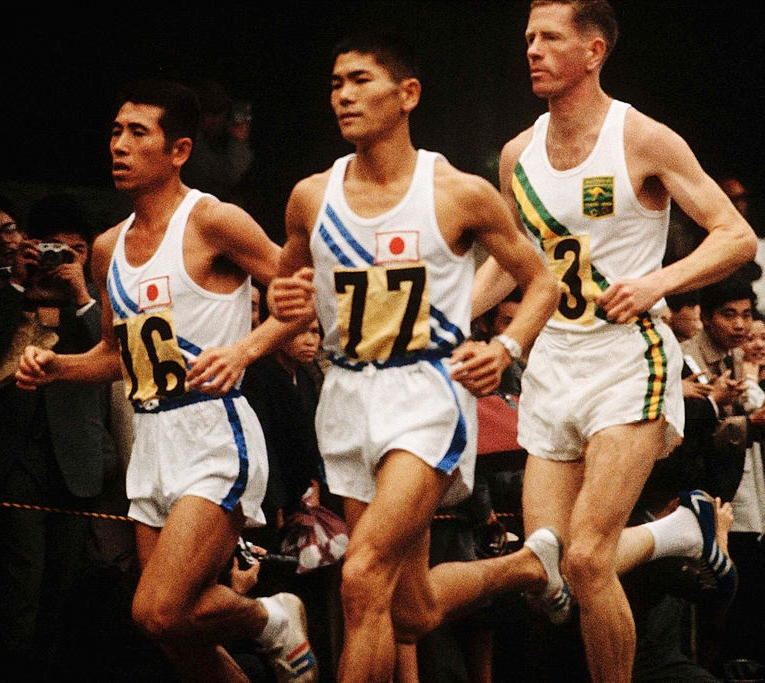
Kōkichi Tsuburaya (Nr. 77) – Bronze /
Tōru Terasawa (Nr. 16) – Rang fünfzehn

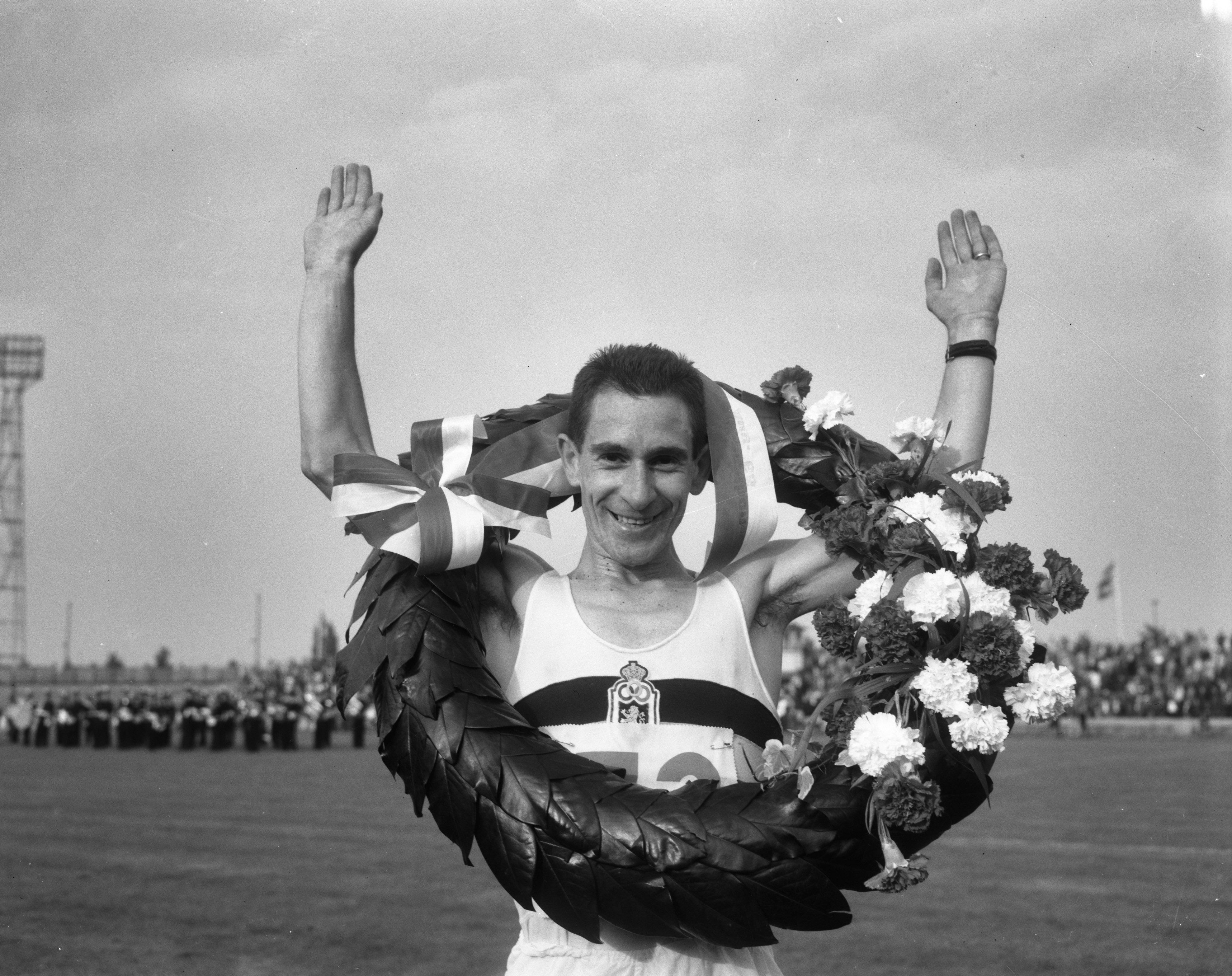
Aurèle Vandendriessche belegte Rang sieben

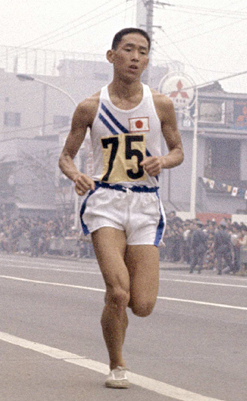
Kenji Kimihara erreichte das Ziel als Achter

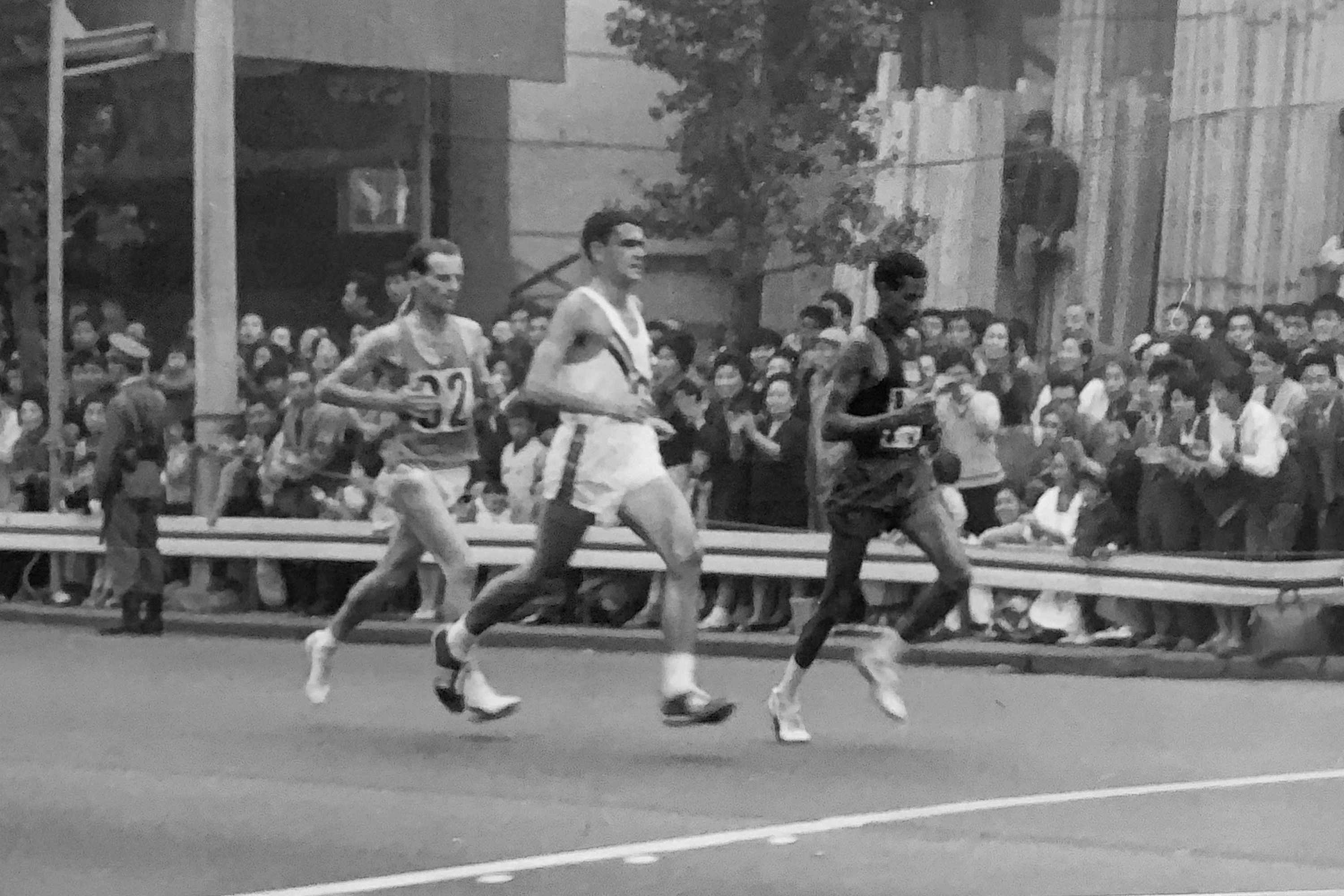
Der neuntplatzierte Ron Clarke (Mitte, in einem anderen Rennen, vor ihm: Abebe Bikila)

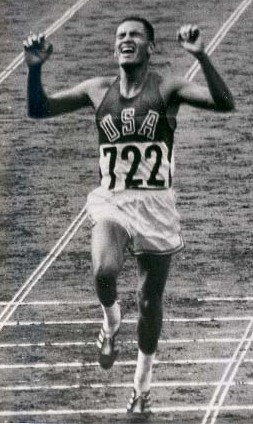
Billy Mills (hier bei seinem Sieg über 10.000 m eine Woche zuvor) – Rang vierzehn

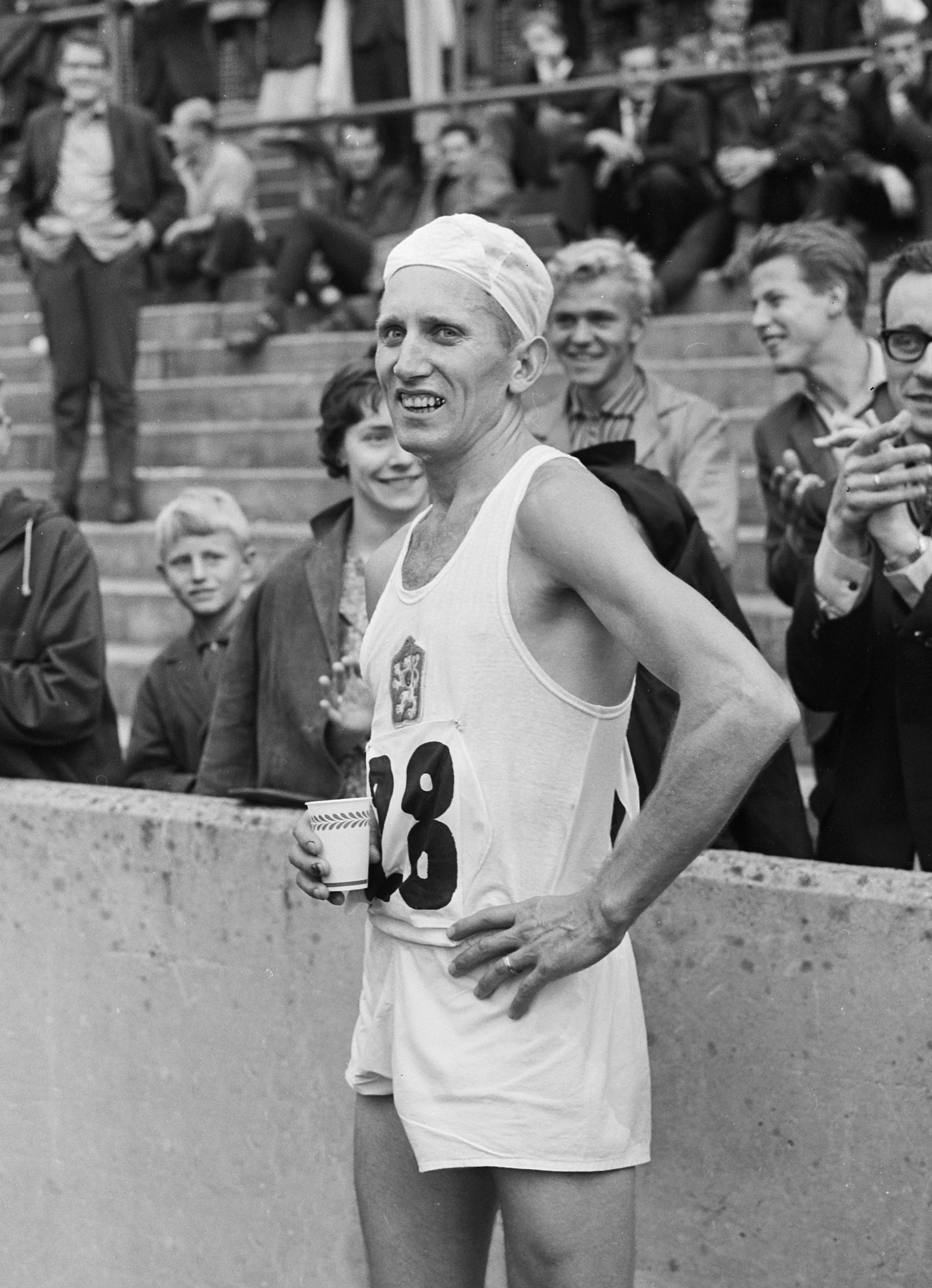
Rang achtzehn für Václav Chudomel

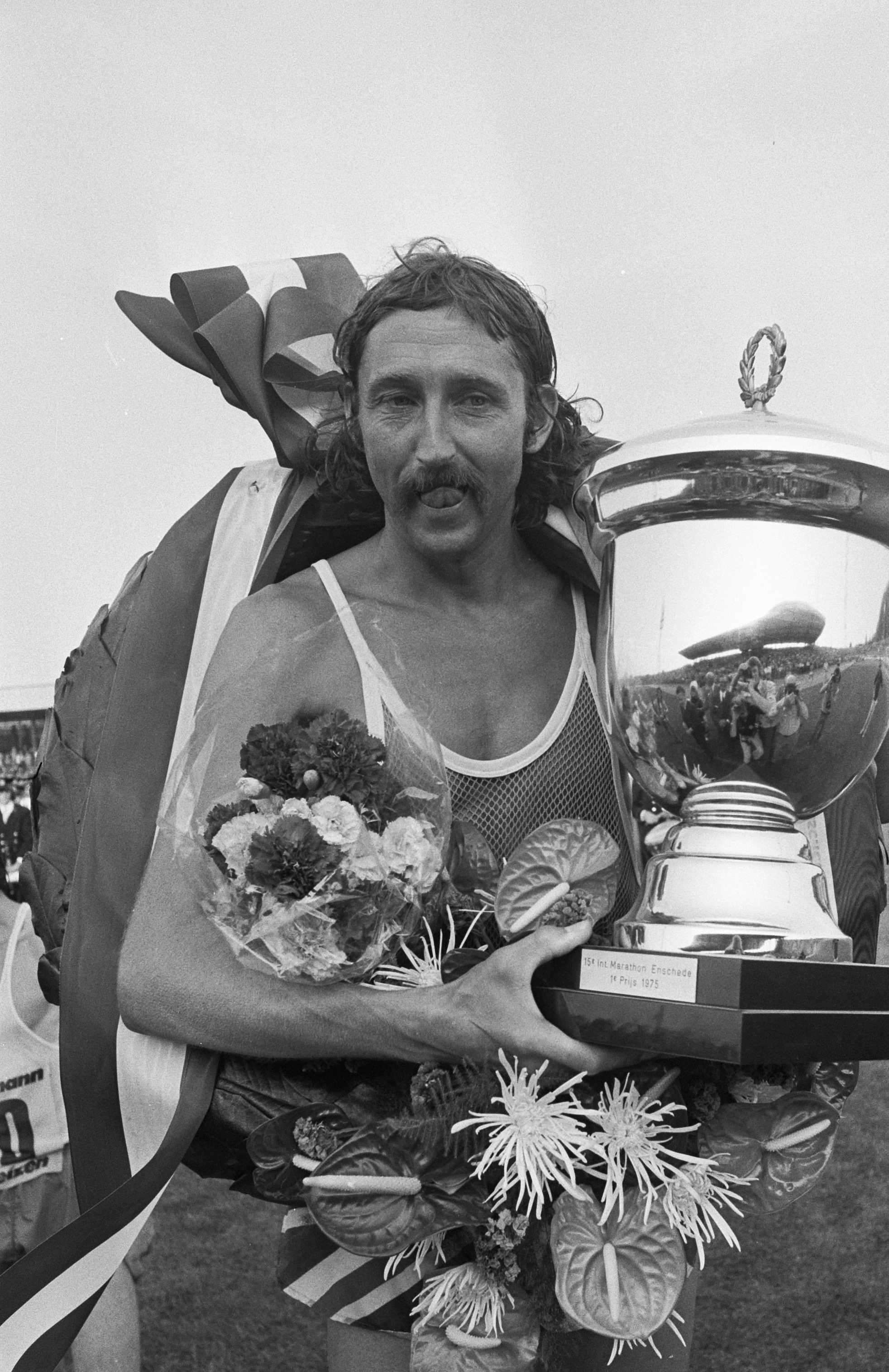
Ron Hill kam auf den neunzehnten Platz

Datum: 21. Oktober 1964, 13:00 Uhr
Bhupendra Silwa und Ganga Bahadur Thapa waren die ersten Leichtathleten aus Nepal, die bei Olympischen Spielen antraten.
| Platz | Name                    | Nation           | Zeit        | Anmerkung |
| ----- | ----------------------- | ---------------- | ----------- | --------- |
| 1     | Abebe Bikila            | Äthiopien        | 2:12:11,2 h | WBL       |
| 2     | Basil Heatley           | Großbritannien   | 2:16:19,2 h |           |
| 3     | Kōkichi Tsuburaya       | Japan            | 2:16:22,8 h |           |
| 4     | Brian Kilby             | Großbritannien   | 2:17:02,4 h |           |
| 5     | József Sütő             | Ungarn           | 2:17:55,8 h |           |
| 6     | Buddy Edelen            | USA              | 2:18:12,4 h |           |
| 7     | Aurèle Vandendriessche  | Belgien          | 2:18:42,6 h |           |
| 8     | Kenji Kimihara          | Japan            | 2:19:49,0 h |           |
| 9     | Ron Clarke              | Australien       | 2:20:26,8 h |           |
| 10    | Demissie Wolde          | Äthiopien        | 2:21:25,2 h |           |
| 11    | Lee Sang-hoon           | Südkorea         | 2:22:02,8 h |           |
| 12    | Bakir Benaïssa          | Marokko          | 2:22:27,0 h |           |
| 13    | Eino Oksanen            | Finnland         | 2:22:36,0 h |           |
| 14    | Billy Mills             | USA              | 2:22:55,4 h |           |
| 15    | Tōru Terasawa           | Japan            | 2:23:09,0 h |           |
| 16    | Kim Yun-bum             | Südkorea         | 2:24:40,6 h |           |
| 17    | Giorgio Jegher          | Italien          | 2:24:45,2 h |           |
| 18    | Václav Chudomel         | Tschechoslowakei | 2:24:46,8 h |           |
| 19    | Ron Hill                | Großbritannien   | 2:25:34,4 h |           |
| 20    | Paavo Pystynen          | Finnland         | 2:26:00,6 h |           |
| 21    | Fidel Negrete           | Mexiko           | 2:26:07,0 h |           |
| 22    | Nikolai Tichomirow      | Sowjetunion      | 2:26:07,4 h |           |
| 23    | Pete McArdle            | USA              | 2:26:24,4 h |           |
| 24    | Heinrich Hagen          | Deutschland      | 2:26:39,8 h |           |
| 25    | Pavel Kantorek          | Tschechoslowakei | 2:26:47,2 h |           |
| 26    | Nikolai Abramow         | Sowjetunion      | 2:27:09,4 h |           |
| 27    | Ray Puckett             | Neuseeland       | 2:27:34,0 h |           |
| 28    | Eino Valle              | Finnland         | 2:27:34,8 h |           |
| 29    | Jeff Julian             | Neuseeland       | 2:27:57,6 h |           |
| 30    | Ricardo Vidal           | Chile            | 2:28:01,6 h |           |
| 31    | Bob Vagg                | Australien       | 2:28:41,0 h |           |
| 32    | Guido Vögele            | Schweiz          | 2:29:17,8 h |           |
| 33    | Balkrishan Akotkar      | Indien           | 2:29:27,4 h |           |
| 34    | Jean Aniset             | Luxemburg        | 2:29:52,6 h |           |
| 35    | Thin Sumbwegam          | Birma            | 2:30:35,8 h |           |
| 36    | Constantin Grecescu     | Rumänien         | 2:30:42,6 h |           |
| 37    | János Pintér            | Ungarn           | 2:30:50,2 h |           |
| 38    | Gerhard Hönicke         | Deutschland      | 2:33:23,0 h |           |
| 39    | Manfred Naumann         | Deutschland      | 2:33:42,0 h |           |
| 40    | Antonio Ambu            | Italien          | 2:34:37,6 h |           |
| 41    | Oskar Leupi             | Schweiz          | 2:35:05,4 h |           |
| 42    | Ivan Keats              | Neuseeland       | 2:36:16,8 h |           |
| 43    | Harbans Lal             | Indien           | 2:37:05,8 h |           |
| 44    | Armando Aldegalega      | Portugal         | 2:38:02,2 h |           |
| 45    | Chrisantus Nyakwayo     | Kenia            | 2:38:38,6 h |           |
| 46    | Constantino Kapambwe    | Nordrhodesien    | 2:39:28,4 h |           |
| 47    | Omari Abdallah          | Tanganjika       | 2:40:06,0 h |           |
| 48    | Muhammad Youssef        | Pakistan         | 2:40:46,0 h |           |
| 49    | Naftali Temu            | Kenia            | 2:40:46,6 h |           |
| 50    | Joo Hyung-kail          | Südkorea         | 2:41:08,2 h |           |
| 51    | Mathias Kanda           | Südrhodesien     | 2:41:09,0 h |           |
| 52    | Tony Cook               | Australien       | 2:42:03,6 h |           |
| 53    | Víctor Peralta          | Mexiko           | 2:44:23,6 h |           |
| 54    | Trevor Haynes           | Nordrhodesien    | 2:45:08,6 h |           |
| 55    | Abraham Fornés          | Puerto Rico      | 2:46:22,6 h |           |
| 56    | Robson Mrombe           | Südrhodesien     | 2:49:30,8 h |           |
| 57    | Laurent Chifita         | Nordrhodesien    | 2:51:52,2 h |           |
| 58    | Chanom Sirirangsri      | Thailand         | 2:59:25,6 h |           |
| DNF   | Wiktor Baikow           | Sowjetunion      |             |           |
| DNF   | Hedhili Ben Boubaker    | Tunesien         |             |           |
| DNF   | Mohamed Hadheb Hannachi | Tunesien         |             |           |
| DNF   | Jim Hogan               | Irland           |             |           |
| DNF   | Nguyễn Văn Lý           | Südvietnam       |             |           |
| DNF   | Bhupendra Silwal        | Nepal            |             |           |
| DNF   | Andrew Soi              | Kenia            |             |           |
| DNF   | Osvaldo Suárez          | Argentinien      |             |           |
| DNF   | Ganga Bahadur Thapa     | Nepal            |             |           |
| DNF   | Mamo Wolde              | Äthiopien        |             |           |
| DNS   | Alberto Garabito        | Bolivien         |             |           |
| DNS   | Alejo Montano           | Bolivien         |             |           |
| DNS   | Bruce Kidd              | Kanada           |             |           |
| DNS   | Ranatunge Karunananda   | Ceylon           |             |           |
| DNS   | Jean Louis Brugier      | Frankreich       |             |           |
| DNS   | Lajos Mecser            | Ungarn           |             |           |
| DNS   | Suliman Fighi Hassan    | Libyen           |             |           |
| DNS   | Jean Randrianjatovo     | Madagaskar       |             |           |
| DNS   | Hyung Ryoo Man          | Nordkorea        |             |           |
| DNS   | Dumitru Chitoban        | Rumänien         |             |           |
| DNS   | Mohamed Gammoudi        | Tunesien         |             |           |

| Überblick: Zwischenzeiten | Überblick: Zwischenzeiten | Überblick: Zwischenzeiten           | Überblick: Zwischenzeiten |
| Zwischenzeit- Marke       | Zwischenzeit              | Führende(r)                         | 5-km-Zeit                 |
| ------------------------- | ------------------------- | ----------------------------------- | ------------------------- |
| 5 km                      | 15:06 min                 | Ron Clarke                          | 15:06 min                 |
| 10 km                     | 30:14 min                 | Ron Clarke, Abebe Bikila, Jim Hogan | 15:08 min                 |
| 15 km                     | 45:35 min                 | Ron Clarke, Abebe Bikila, Jim Hogan | 15:21 min                 |
| 20 km                     | 1:00:58 h                 | Abebe Bikila                        | 15:23 min                 |
| 25 km                     | 1:16:40 h                 | Abebe Bikila                        | 15:42 min                 |
| 30 km                     | 1:32:50 h                 | Abebe Bikila                        | 16:10 min                 |
| 35 km                     | 1:49:01 h                 | Abebe Bikila                        | 16:11 min                 |
| 40 km                     | 2:05:10 h                 | Abebe Bikila                        | 16:09 min                 |

Der Olympiasieger von 1960 Abebe Bikila galt eigentlich als Topfavorit. In seiner bisherigen Karriere hatte er erst einen Marathon verloren. Am 19. April 1963 hatte er sich beim Boston-Marathon dem Belgier Vandendriessche geschlagen geben müssen. Aber alleine Bikilas Teilnahme schien schon an ein Wunder zu grenzen. Am 16. September, weniger als einen Monat vor dem olympischen Marathonrennen, war ihm der Blinddarm entfernt worden. So war er nach menschlichem Ermessen nicht mehr wirklich zu den Favoriten zu zählen. Als stark eingeschätzt wurden der britische Inhaber der Weltbestleistung Basil Heatley und dessen Landsmann Brian Kilby. Auch der US-Läufer Buddy Edelen und der Japaner Tōru Terasawa wurden hoch gehandelt.
Bikila, der in Rom Aufsehen erregt hatte, weil er den Marathon barfuß gelaufen war, trug diesmal Schuhe. Er präsentierte sich von Anfang an in erstaunlich guter Verfassung. Am Wendepunkt des sehr flachen Kurses führte der Äthiopier mit fünfzehn Sekunden Vorsprung, den Bikila in der Folge stetig ausbaute. Als er mit einer neuen Weltbestleistung die Ziellinie überquerte, hatte er über vier Minuten Vorsprung auf seine Verfolger.
Als nächster Athlet nach ihm kam zur Freude der einheimischen Zuschauer der Japaner Kōkichi Tsuburaya ins Stadion, gefolgt von Basil Heatley. Dem Briten gelang es in der letzten Runde, am erschöpften Japaner vorbeizuziehen. Aber Tsuburaya konnte die Bronzemedaille retten. Brian Kilby erreichte als Vierter das Ziel vor dem Ungarn József Sütő, Buddy Edelen wurde Sechster vor dem Belger Aurèle Vandendriessche. Bikila verbesserte die bestehende Weltbestleistung um 1:43,8 min und seinen eigenen olympischen Rekord um mehr als drei Minuten.
Abebe Bikila konnte als erster Marathonläufer der Geschichte seinen Olympiasieg wiederholen.

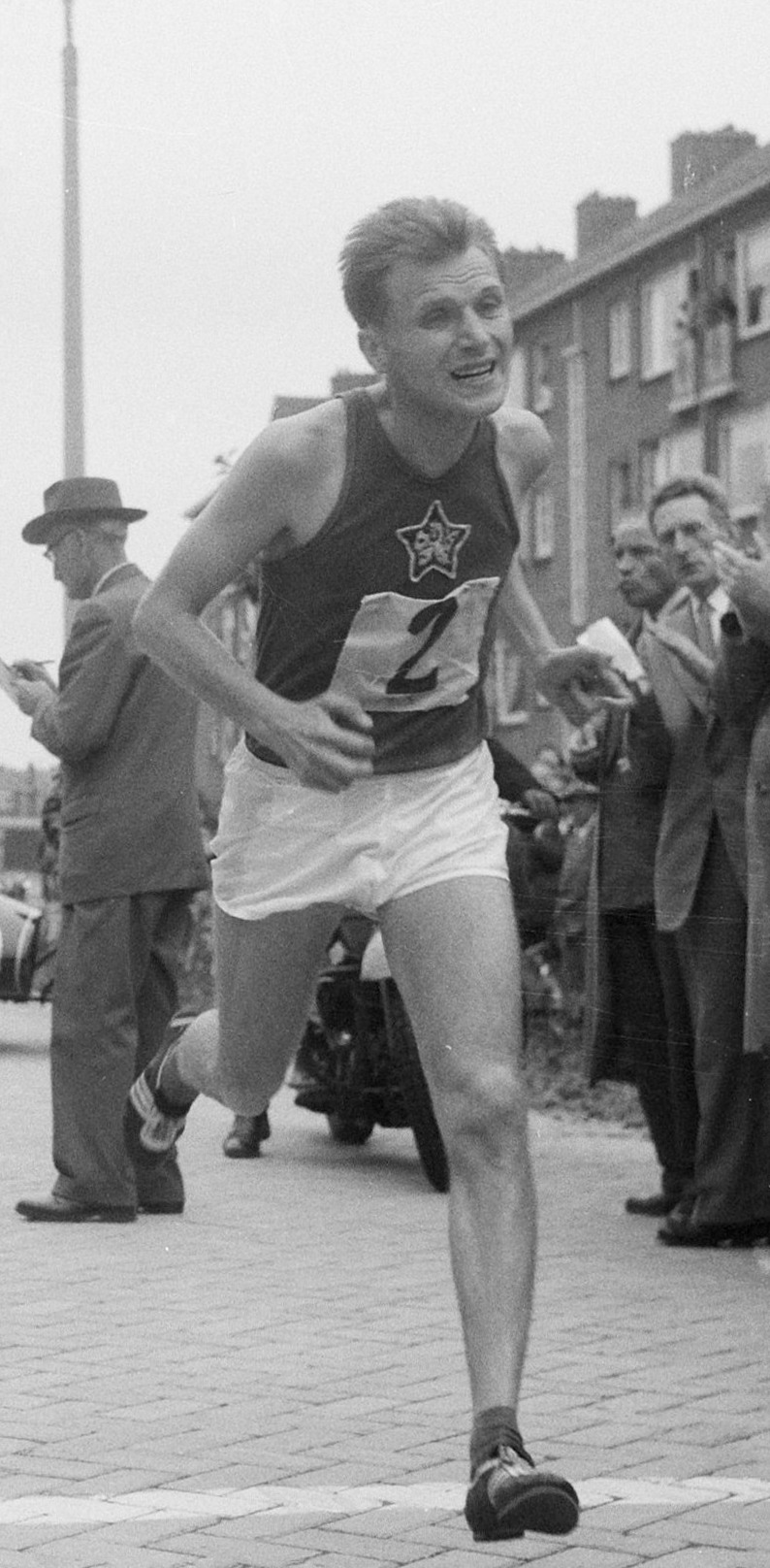
Pavel Kantorek wurde 25.
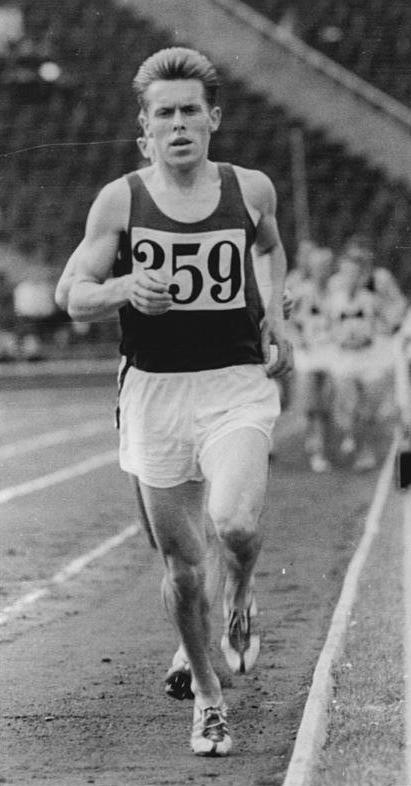
Gerd Hönicke erreichte Platz 38
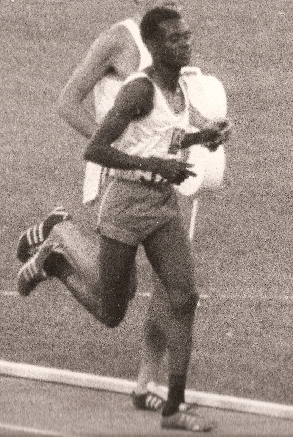
Naftali Temu (hier bei seinem Olympiasieg 1968 über 10.000 Meter) – Rang 49
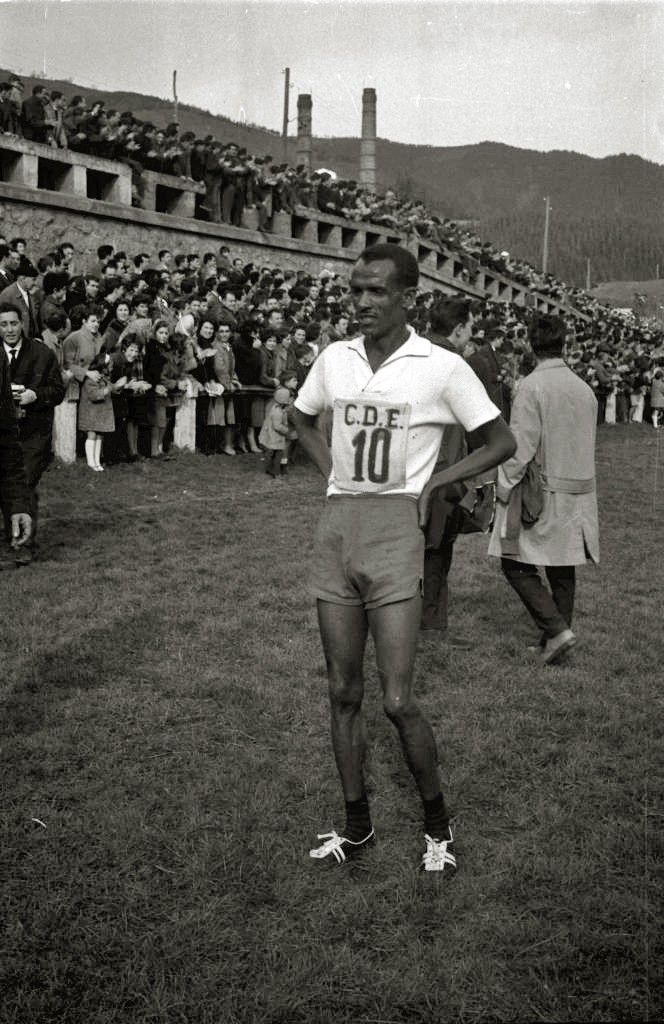
Mamo Wolde – Marathon-Olympiasieger 1968 – Rennen nicht beendet

## Videolinks
- Tokyo 1964 Olympic Marathon | Marathon Week, youtube.com, abgerufen am 6. September 2021
- Tokyo Olympiad - The Marathon, youtube.com, abgerufen am 26. Oktober 2017